# Vladímir Morózov (piragüista, 1940)
Vladímir Ivanovich Morózov (4 de marzo de 1940-8 de febrero de 2023) fue un deportista soviético que compitió en piragüismo en la modalidad de aguas tranquilas. 
Participó en los Juegos Olímpicos de Tokio 1964, México 1968 y Múnich 1972, obteniendo una medalla de oro en cada edición. Ganó cinco medallas en el Campeonato Mundial de Piragüismo entre los años 1963 y 1973, y cinco medallas en el Campeonato Europeo de Piragüismo entre 1963 y 1969.

## Palmarés internacional
| Juegos Olímpicos   | Juegos Olímpicos          | Juegos Olímpicos  | Juegos Olímpicos |
| Año                | Lugar                     | Medalla           | Competición      |
| ------------------ | ------------------------- | ----------------- | ---------------- |
| 1964               | Tokio (Japón)             | Medalla de oro    | K4 1000 m        |
| 1968               | Ciudad de México (México) | Medalla de oro    | K2 1000 m        |
| 1972               | Múnich (RFA)              | Medalla de oro    | K4 1000 m        |
| Campeonato Mundial |                           |                   |                  |
| Año                | Lugar                     | Medalla           | Competición      |
| 1963               | Jajce (Yugoslavia)        | Medalla de plata  | K1 4 × 500 m     |
| 1966               | Berlín Oriental (RDA)     | Medalla de bronce | K4 1000 m        |
| 1966               | Berlín Oriental (RDA)     | Medalla de oro    | K4 10 000 m      |
| 1971               | Belgrado (Yugoslavia)     | Medalla de oro    | K4 1000 m        |
| 1973               | Tampere (Finlandia)       | Medalla de plata  | K4 1000 m        |
| Campeonato Europeo |                           |                   |                  |
| Año                | Lugar                     | Medalla           | Competición      |
| 1963               | Jajce (Yugoslavia)        | Medalla de plata  | K1 4 × 500 m     |
| 1965               | Bucarest (Rumania)        | Medalla de bronce | K4 10 000 m      |
| 1967               | Duisburgo (RFA)           | Medalla de plata  | K4 1000 m        |
| 1967               | Duisburgo (RFA)           | Medalla de oro    | K4 10 000 m      |
| 1969               | Moscú (URSS)              | Medalla de oro    | K2 1000 m        |